# Helena Carter
Helena Carter (* 24. August 1920 als Helen Jean Ruckert in New York City, USA; † 11. Januar 2000 in Culver City, Kalifornien, USA) war eine US-amerikanische Schauspielerin.

## Leben
Helena Carter wurde als Helen Jane Ruckert in New York geboren. Da sie irischer Abstammung war, verbrachte sie einige Zeit ihrer Kindheit im irischen County Kerry. Zurück in New York besuchte sie das Hunter College, das sie mit einem Bachelor abschloss. An der Columbia University studierte sie danach englische Literatur. 
Nachdem Helena Ruckert zeitweise als Fotomodel gearbeitet hatte, wurde 1947 der Produzent Leonard Goldstein auf sie aufmerksam und nahm sie für Universal-International Pictures unter Vertrag. Hier nahm sie den Namen Helena Carter an. Ihr Filmdebüt gab sie mit einer Nebenrolle in Robert Siodmaks Drama Time Out of Mind. In insgesamt 13 Spielfilmen wirkte sie bis 1953 mit. In ihrem letzten Film, Invasion vom Mars, spielte sie die weibliche Hauptrolle.
Helena Carter war zwei Mal verheiratet. Ihre erste Ehe vor 1947 war nur von kurzer Dauer und endete mit der Scheidung. 1953 heiratete sie den Produzenten Michael Meshekoff, mit dem sie bis zu dessen Tod 1997 zusammen blieb. Am 11. Januar 2000 verstarb Helena Carter, die unter Helena C. Meshekoff firmierte, in Culver City.

## Filmografie
- 1947: Time Out of Mind
- 1947: Something in the Wind
- 1947: Die Bestie von Shanghai (Intrigue)
- 1948: Rivalen am reißenden Strom (River Lady)
- 1949: Auf Leben und Tod (The Fighting O'Flynn)
- 1950: Südsee-Vagabunden (South Sea Sinners)
- 1950: Den Morgen wirst du nicht erleben (Kiss Tomorrow Goodbye)
- 1951: Double Crossbones
- 1951: Das letzte Fort (Fort Worth)
- 1952: Die schwarzen Reiter von Dakota (Bugles in the Afternoon)
- 1952: Lady Rotkopf (The Golden Hawk)
- 1952: Sein Freund, der Lederstrumpf (The Pathfinder)
- 1953: Invasion vom Mars (Invaders from Mars)